# Spišský hradní vrch
Spišský hradní vrch je travertinová kupa vysoká 632 m a zároveň národní přírodní památka SR, na které se nachází národní kulturní památka Spišský hrad. Patří do katastrálního území obce Žehra a patří pod správu NP Slovenský ráj.
Za národní přírodní památku byla tato travertinová kupa vyhlášena v roce 1990 a v roce 1996 byla vyhláška upravena. Výměra chráněného území je 242064 m². Území má vysokou archeologickou hodnotu a svým původem se odlišuje od ostatních travertinových kup v Hornádské kotlině. Nachází se v okrese Spišská Nová Ves v Košickém kraji. Území bylo vyhlášeno či novelizováno v roce 1990 na rozloze 24,2064 ha. Ochranné pásmo nebylo stanoveno.